# Salsola tuberculata
Salsola tuberculata là loài thực vật có hoa thuộc họ Dền. Loài này được Fenzl miêu tả khoa học đầu tiên năm.